# Splitting the Atom
Splitting the Atom è il terzo EP del gruppo musicale britannico Massive Attack, pubblicato il 2 ottobre 2009 dalla Virgin Records.

## Tracce
1. Splitting the Atom – 5:16
2. Pray for Rain – 6:44
3. Bulletproof Love (Van Rivers & The Subliminal Kid Remix) – 6:43
4. Psyche (Flash Treatment) – 3:46